# Чамбал, Штефан
Штефан Чамбал (чеш. Štefan Čambal, 17 декабря 1908, Братислава — 18 июля 1990, Прага) — чехословацкий футболист, игравший на позиции полузащитника. Серебряный призёр чемпионата мира. По завершении игровой карьеры — тренер, возглавлял национальные сборные Словакии и Чехословакии.
Известен выступлениями за клубы «Слован» и «Славия», а также национальную сборную Чехословакии.
Трехкратный чемпион Чехословакии. Обладатель Кубка Чехии (как тренер).

## Клубная карьера
Родился 17 декабря 1908 года в городе Братислава. Воспитанник юношеских команд футбольных клубов «Донауштадт» и «Лигети» СК.
Во взрослом футболе дебютировал в 1927 году выступлениями за команду клуба «Братислава», в которой провел два сезона.
В течение 1929—1930 годов защищал цвета команды клуба «Теплицер».
Своей игрой за последнюю команду привлек внимание представителей тренерского штаба клуба «Славия», к составу которого присоединился в 1931 году. Сыграл за пражскую команду следующие пять сезонов своей игровой карьеры. За это время трижды завоевывал с командой звание чемпиона Чехословакии.
В течение 1937—1938 годов защищал цвета клуба «Батя» (Злин).
Завершил профессиональную игровую карьеру в клубе «Жиденице», за команду которого выступал в течение 1938—1939 годов.

## Выступления за сборную
В 1932 году дебютировал в официальных матчах в составе национальной сборной Чехословакии. В течение карьеры в национальной команде, которая длилась 4 года, провел в форме главной команды страны 22 матча.
В составе сборной был участником чемпионата мира 1934 года в Италии, где вместе с командой завоевал «серебро».

## Карьера тренера
Начал тренерскую карьеру вскоре после завершения карьеры игрока, в 1941 году, возглавив тренерский штаб сборной Словакии.
1949 года стал главным тренером сборной Чехословакии, тренировал сборную один год.
В течение тренерской карьеры также возглавлял команды «Витковице», «Форвартс» (Берлин), «Прага» Сидней и «Локомотив» (Кошице).
Последним местом тренерской работы был клуб «Спарта» (Прага), главным тренером команды которого Штефан Чамбал был с 1975 по 1976 год. Выиграл с командой кубок Чехии.
Умер 18 июля 1990 года на 82-м году жизни.

## Достижения

### Как игрока
«Славия»
- Чемпион Чехословакии (3): 1932/33, 1933/34, 1934/35
- Обладатель Среднечешского кубка (2): 1932, 1935

Чехословакия
- Финалист чемпионата мира (1): 1934

### Как тренера
«Спарта» (Прага)
- Обладатель Кубка Чехии (1): 1975/76